# Krátkodobá Fourierova transformace

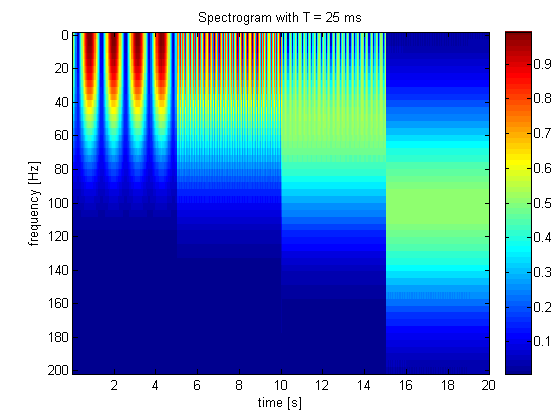
Ukázka spektrogramu

Jako krátkodobá Fourierova transformace (short-time Fourier transform, STFT) se označuje Fourierova transformace aplikovaná na analyzovanou funkci postupně po krátkých úsecích, které vybírá pomocí reálného symetrického okna. Tím řeší problém souběžného určení času i frekvence, na kterých je rozmístěna energie signálu (funkce). Tato transformace tedy provádí časově-frekvenční analýzu.
STFT analyzuje signál po krátkých úsecích, které vybírá pomocí jeho součinu s reálným symetrickým oknem {\displaystyle g}. Jádro transformace tvoří
{\displaystyle g_{u,\omega }(t)=e^{i\omega t}\,g(t-u)}.
Dopředná transformace je definována jako
{\displaystyle \operatorname {S} \,f(u,\omega )=\langle f,g_{u,\omega }\rangle =\int _{-\infty }^{+\infty }\!f(t)\,g(t-u)\,e^{-i\omega t}\,\mathrm {d} t}.
Pro určení energie se používá tzv. spektrogram
{\displaystyle \left|\operatorname {S} \,f(u,\omega )\right|^{2}}.
Speciálním případem STFT je Gaborova transformace, která používá okno ve tvaru Gaussovy funkce
{\displaystyle g(t)={\sqrt {\alpha /\pi }}e^{-\alpha t^{2}}\quad \alpha \in \mathbb {R} ^{+}}.
Z definice je zřejmé, že změna rozlišení ve frekvencích vyžaduje přepočítání celé transformace s jinou velikostí okna. Tento problém se snaží odstranit vlnková transformace.